# Kenneth Hayes Miller
Pour les articles homonymes, voir Miller.
Kenneth Hayes Miller, né le 11 mars 1876 à Oneida et mort le 1er janvier 1952 à New York, est un peintre américain.

## Biographie
En 1892, Kenneth Hayes Miller entre à l'Art Students League of New York, où il étudie avec Kenyon Cox et Henry Siddons Mowbray, puis à la New York School of Art, où il poursuit ses études avec William Merritt Chase. En 1899, il voyage pour la première fois en Europe. La même année, il devient enseignant à la New York School of Art et le reste jusqu'à sa fermeture en 1911. De 1911 à 1951, il enseigne à l'Art Students League. Élu académicien en 1944, il devient membre du National Institute of Arts and Letters en 1947.

## Œuvre
Ses travaux de jeunesse, qui représentent des nus dans des paysages fantastiques, sont marqués par l'influence de son ami Albert Pinkham Ryder. À partir de 1920, il s'intéresse aux techniques des maîtres anciens et les applique à des scènes contemporaines. Il est principalement connu pour ses tableaux représentant des femmes faisant leur emplettes dans des grands magasins.

## Élèves
- Reginald Marsh[1]